# Campionati mondiali di sollevamento pesi 2021 - +87 kg femminile
Le gare di sollevamento pesi della categoria oltre gli 87 kg femminile — pesi supermassimi — dei campionati mondiali del 2021 si sono svolte dal 16 al 17 dicembre 2021 a Tashkent presso l'Uzbekistan Sport Complex.

## Programma
L'orario indicato corrisponde a quello uzbeko (UTC+05:00)
| Data             | Orario | Evento   |
| ---------------- | ------ | -------- |
| 16 dicembre 2021 | 10:30  | Gruppo B |
| 17 dicembre 2021 | 13:00  | Gruppo A |

## Medagliate
Per ciascun esercizio, le prime tre classificate sono le seguenti:
| Esercizio | Oro                 | Oro    | Argento             | Argento | Bronzo              | Bronzo |
| --------- | ------------------- | ------ | ------------------- | ------- | ------------------- | ------ |
| Strappo   | Duangaksorn Chaidee | 124 kg | Son Young-hee       | 123 kg  | Emily Campbell      | 121 kg |
| Slancio   | Son Young-hee       | 159 kg | Emily Campbell      | 157 kg  | Duangaksorn Chaidee | 157 kg |
| Totale    | Son Young-hee       | 282 kg | Duangaksorn Chaidee | 281 kg  | Emily Campbell      | 278 kg |

## Record
Prima di questa competizione, i record mondiali esistenti erano i seguenti:
| Record mondiale | Strappo | Li Wenwen | 148 kg | Tashkent, Uzbekistan | 25 aprile 2021 |
| Record mondiale | Slancio | Li Wenwen | 187 kg | Tashkent, Uzbekistan | 25 aprile 2021 |
| Record mondiale | Totale  | Li Wenwen | 335 kg | Tashkent, Uzbekistan | 25 aprile 2021 |

## Risultati
| Pos. | Atleta                    | Gr. | Peso atleta | Strappo (kg) | Strappo (kg) | Strappo (kg) | Strappo (kg) | Slancio (kg) | Slancio (kg) | Slancio (kg) | Slancio (kg) | Totale |
| Pos. | Atleta                    | Gr. | Peso atleta | 1            | 2            | 3            | Pos.         | 1            | 2            | 3            | Pos.         | Totale |
| ---- | ------------------------- | --- | ----------- | ------------ | ------------ | ------------ | ------------ | ------------ | ------------ | ------------ | ------------ | ------ |
|      | Son Young-hee (KOR)       | A   | 112.50      | 116          | 120          | 123          |              | 156          | 159          | 162          |              | 282    |
|      | Duangaksorn Chaidee (THA) | A   | 111.80      | 119          | 122          | 124          |              | 153          | 156          | 157          |              | 281    |
|      | Emily Campbell (GBR)      | A   | 126.10      | 115          | 118          | 121          |              | 155          | 157          | 162          |              | 278    |
| 4    | Aizada Muptilda (KAZ)     | A   | 127.90      | 115          | 118          | 120          | 4            | 148          | 152          | 158          | 4            | 272    |
| 5    | Sarah Robles (USA)        | A   | 142.60      | 115          | 120          | 121          | 5            | 146          | 151          | 151          | 5            | 266    |
| 6    | Nurul Akmal (INA)         | A   | 120.00      | 107          | 112          | 112          | 7            | 145          | 151          | 151          | 6            | 257    |
| 7    | Lisseth Ayoví (ECU)       | A   | 135.00      | 110          | 116          | 116          | 8            | 130          | 136          | 140          | 7            | 250    |
| 8    | Yaniuska Espinosa (VEN)   | B   | 109.40      | 100          | 105          | 105          | 9            | 127          | 132          | 135          | 9            | 240    |
| 9    | Wang Ling-chen (TPE)      | A   | 102.00      | 100          | 100          | 107          | 11           | 125          | 130          | 136          | 8            | 236    |
| 10   | Purnima Pandey (IND)      | B   | 99.40       | 95           | 99           | 102          | 10           | 120          | 124          | 127          | 10           | 229    |
| 11   | Fatemeh Yousefi (IRI)     | B   | 121.30      | 85           | 89           | 93           | 12           | 115          | 121          | 126          | 11           | 219    |
| 12   | Scarleth Ucelo (GUA)      | B   | 112.60      | 82           | 88           | 88           | 13           | 120          | 120          | 125          | 12           | 202    |
| 13   | Trimalee Haputenne (SRI)  | B   | 114.50      | 75           | 81           | 81           | 14           | 100          | 104          | 106          | 13           | 187    |
| —    | Halima Abdelazim (EGY)    | A   | 138.80      | 115          | 115          | 115          | 6            | 145          | 145          | 146          | —            | —      |